# Lachapelle-sous-Chanéac
Pour les articles homonymes, voir Chanéac (homonymie).
Lachapelle-sous-Chanéac est une commune française, située dans le département de l'Ardèche en région Auvergne-Rhône-Alpes.
Il s'agit d'un petite commune rurale du plateau ardéchois et plus précisément de la région naturelle des Boutières.

## Géographie

### Situation et description

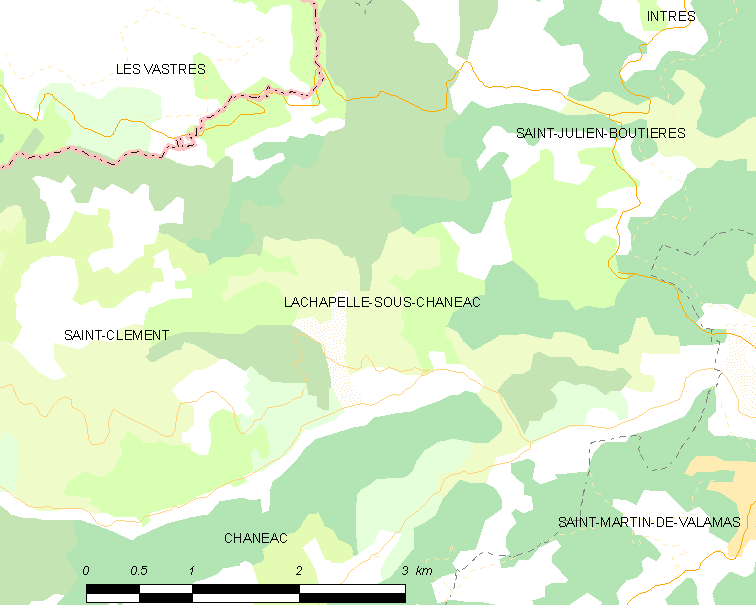
Carte des communes voisines de Lachapelle-sous-Chanéac

Lachapelle-sous-Chanéac se trouve dans les Hautes-Boutières. La commune est située à environ 70 kilomètres de Valence, 50 kilomètres de Privas, d'Aubenas et du Puy-en-Velay, dans la vallée de la Saliouse, rivière qui prend sa source au mont Mézenc (1 753 mètres).
La commune est composée du village, ainsi que des hameaux des Pailharés et de la Chamoche, qui se trouvent dans la vallée à une altitude qui va de 600 à 700 mètres ; puis de plus petits hameaux ou fermes isolées qui s'étagent jusqu'à 1 000 mètres : le Suc, le Bouchet, la Moureyre, Pailhès Bas, Pailhès Haut, Bachasson, Féogoux, Chantossel.
Le paysage est constitué de terrasses, pâturages et forêts où dominent hêtres, merisiers, frênes, châtaigniers et sapin Douglas (plantations).

### Communes limitrophes
Lachapelle-sous-Chanéac est limitrophe de trois communes, toutes situées dans le département de l'Ardèche et réparties géographiquement de la manière suivante :

### Géologie et relief
Le sol est constitué de roches volcaniques et métamorphiques dues à la proximité de la région des sucs qui sont à cheval sur les départements de l'Ardèche et de la Haute-Loire, à proximité du massif du Mézenc, du massif du Meygal et du mont Gerbier de Jonc. C'est une commune du parc naturel régional des Monts d'Ardèche.

### Climat
Pour des articles plus généraux, voir Climat d'Auvergne-Rhône-Alpes et Climat de l'Ardèche.
En 2010, le climat de la commune est de type climat des marges montargnardes, selon une étude du CNRS s'appuyant sur une série de données couvrant la période 1971-2000. En 2020, Météo-France publie une typologie des climats de la France métropolitaine dans laquelle la commune est exposée à un climat de montagne ou de marges de montagne et est dans la région climatique Sud-est du Massif Central, caractérisée par une pluviométrie annuelle de 1 000 à 1 500 mm, minimale en été, maximale en automne.
Pour la période 1971-2000, la température annuelle moyenne est de 9,8 °C, avec une amplitude thermique annuelle de 16,1 °C. Le cumul annuel moyen de précipitations est de 1 299 mm, avec 9,6 jours de précipitations en janvier et 6,1 jours en juillet. Pour la période 1991-2020, la température moyenne annuelle observée sur la station météorologique de Météo-France la plus proche, « Cheylard Sa », sur la commune du Cheylard à 9 km à vol d'oiseau, est de 12,2 °C et le cumul annuel moyen de précipitations est de 1 178,7 mm,. Pour l'avenir, les paramètres climatiques de la commune estimés pour 2050 selon différents scénarios d'émission de gaz à effet de serre sont consultables sur un site dédié publié par Météo-France en novembre 2022.

### Hydrographie
Le territoire communal est traversé par la Saliouse, Longue de 19,2 kilomètres. Il s'agit d'un affluent de l'Eyrieux et donc un sous-affluent du Rhône.

## Urbanisme

### Typologie
Au 1er janvier 2024, Lachapelle-sous-Chanéac est catégorisée commune rurale à habitat dispersé, selon la nouvelle grille communale de densité à 7 niveaux définie par l'Insee en 2022.
Elle est située hors unité urbaine. Par ailleurs la commune fait partie de l'aire d'attraction du Cheylard, dont elle est une commune de la couronne,. Cette aire, qui regroupe 20 communes, est catégorisée dans les aires de moins de 50 000 habitants,.

### Occupation des sols
L'occupation des sols de la commune, telle qu'elle ressort de la base de données européenne d’occupation biophysique des sols Corine Land Cover (CLC), est marquée par l'importance des forêts et milieux semi-naturels (87,5 % en 2018), une proportion sensiblement équivalente à celle de 1990 (87,7 %). La répartition détaillée en 2018 est la suivante : forêts (65,6 %), milieux à végétation arbustive et/ou herbacée (21,9 %), zones agricoles hétérogènes (7,8 %), prairies (4,7 %).
L'évolution de l’occupation des sols de la commune et de ses infrastructures peut être observée sur les différentes représentations cartographiques du territoire : la carte de Cassini (XVIIIe siècle), la carte d'état-major (1820-1866) et les cartes ou photos aériennes de l'IGN pour la période actuelle (1950 à aujourd'hui).

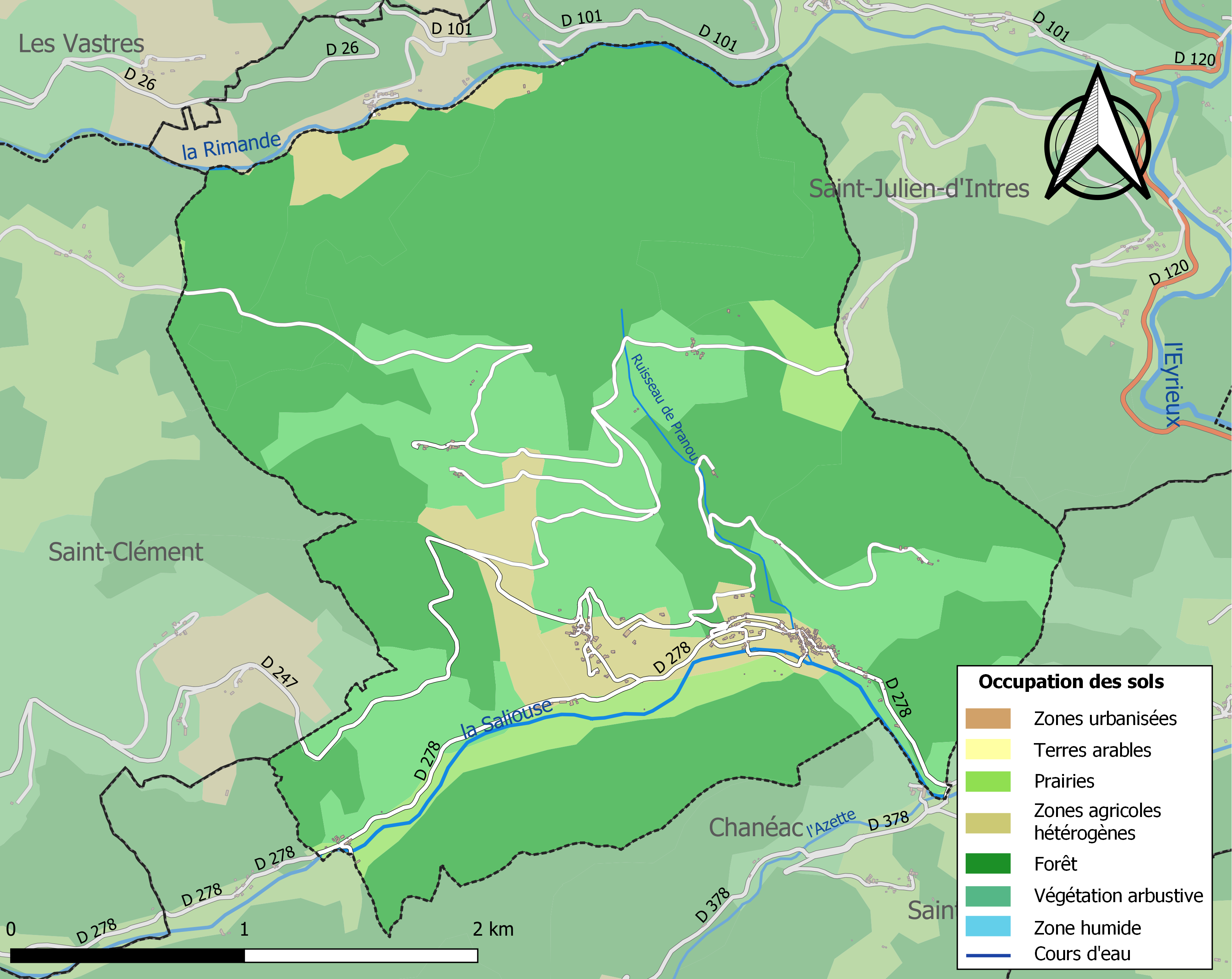
Carte des infrastructures et de l'occupation des sols de la commune en 2018 (CLC).

### Risques naturels

#### Risques sismiques
L'ensemble du territoire de la commune de Lachapelle-sous-Chanéac est situé en zone de sismicité no 2 (sur une échelle de 5), comme la plupart des communes situées sur le plateau et la montagne ardéchoise.
| Type de zone | Niveau           | Définitions (bâtiment à risque normal) |
| ------------ | ---------------- | -------------------------------------- |
| Zone 2       | Sismicité faible | accélération = 1,1 m/s2                |

## Histoire
Le nom de la localité provient de Capella. Pendant longtemps, l'histoire de Lachapelle-sous-Chanéac se confond avec celle de Chanéac et de ses seigneurs. On sait qu'il y avait à Lachapelle-sous-Chanéac, une église dédiée à saint Apollinaire attribuée par Pierre de Fay au XIe siècle aux moines de l'abbaye de Pébrac, chanoines venus d'Auvergne.
Au moment de la Réforme, le village, comme toute cette partie des Boutières, a été le témoin des guerres de Religion. Jusqu'en 1790, Lachapelle formait une seule commune avec Chanéac et Saint-Clément. En 1793, en pleine Révolution française, le village se nommait Peledru.
Au XIXe siècle, la communauté dépassait 630 habitants, les familles étaient nombreuses et vivaient de l'élevage, de la culture du seigle et de la châtaigne, comme dans les Cévennes toutes proches.
L'église actuelle a été bâtie en 1895 par le curé Vernet. L'ancienne église avait plus de 800 ans.
Le XXe siècle a vu partir une partie de la population vers les villes de Valence, Grenoble, Saint-Étienne et  Lyon, là où l'industrie se développait. Toutefois ces trente dernières années, le développement industriel du Cheylard (14 kilomètres), et de Saint-Martin-de-Valamas (4 kilomètres) a permis à une majorité de ses habitants de trouver du travail, dans l'industrie du textile et des bijoux, les services et administrations des environs.
Aujourd'hui, il reste trois exploitations agricoles, ovins et bovins, exploitants forestiers ; une activité artisanale avec trois entreprises, deux professions libérales, une auberge bar épicerie.

## Politique et administration

### Liste des maires

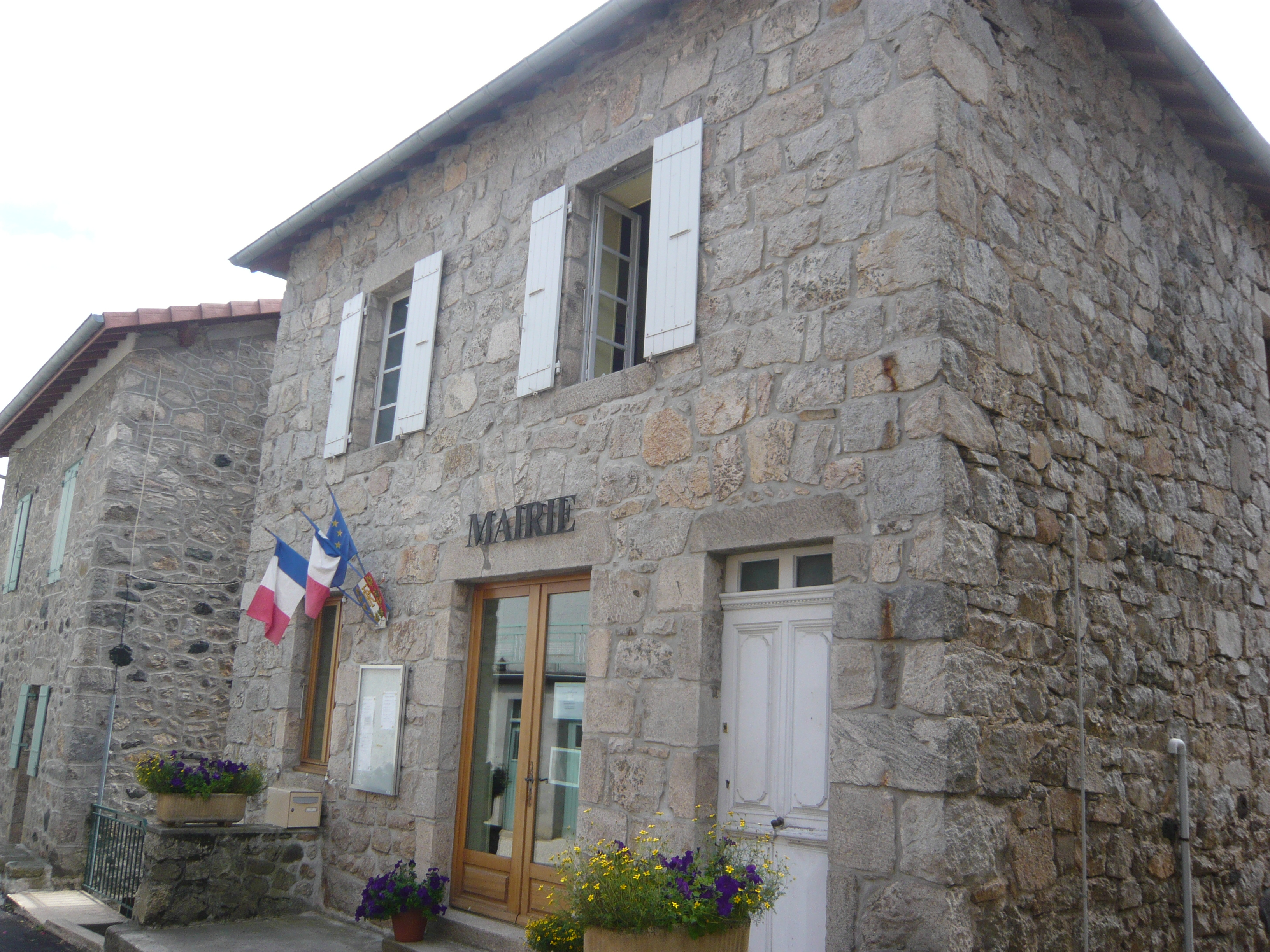
La mairie.

| Période                                  | Période                   | Identité           | Étiquette | Qualité         |
| ---------------------------------------- | ------------------------- | ------------------ | --------- | --------------- |
| Les données manquantes sont à compléter. |                           |                    |           |                 |
| mars 2001                                | mars 2008                 | Gérard Alligier    | DVG       |                 |
| mars 2008                                | 2014                      | Vincent Brunier    | DVG       |                 |
| 2014                                     | 2020                      | Jean-Louis Reynaud | SE        |                 |
| 2020                                     | En cours (au 6 août 2020) | Michelle Thomas    | SE        | Agent technique |

## Population et société

### Démographie
L'évolution du nombre d'habitants est connue à travers les recensements de la population effectués dans la commune depuis 1793. Pour les communes de moins de 10 000 habitants, une enquête de recensement portant sur toute la population est réalisée tous les cinq ans, les populations de référence des années intermédiaires étant quant à elles estimées par interpolation ou extrapolation. Pour la commune, le premier recensement exhaustif entrant dans le cadre du nouveau dispositif a été réalisé en 2006.

En 2022, la commune comptait 159 habitants, en évolution de −9,14 % par rapport à 2016 (Ardèche : +2,48 %, France hors Mayotte : +2,11 %).
| 1793 | 1800 | 1806 | 1821 | 1831 | 1836 | 1841 | 1846 | 1851 |
| ---- | ---- | ---- | ---- | ---- | ---- | ---- | ---- | ---- |
| 503  | 460  | 441  | 547  | 530  | 511  | 532  | 548  | 557  |

| 1856 | 1861 | 1866 | 1872 | 1876 | 1881 | 1886 | 1891 | 1896 |
| ---- | ---- | ---- | ---- | ---- | ---- | ---- | ---- | ---- |
| 515  | 572  | 533  | 517  | 552  | 570  | 575  | 632  | 626  |

| 1901 | 1906 | 1911 | 1921 | 1926 | 1931 | 1936 | 1946 | 1954 |
| ---- | ---- | ---- | ---- | ---- | ---- | ---- | ---- | ---- |
| 576  | 618  | 604  | 556  | 508  | 505  | 463  | 415  | 374  |

| 1962 | 1968 | 1975 | 1982 | 1990 | 1999 | 2006 | 2011 | 2016 |
| ---- | ---- | ---- | ---- | ---- | ---- | ---- | ---- | ---- |
| 359  | 271  | 232  | 204  | 162  | 174  | 197  | 177  | 175  |

| 2021 | 2022 | - | - | - | - | - | - | - |
| ---- | ---- | - | - | - | - | - | - | - |
| 161  | 159  | - | - | - | - | - | - | - |

### Enseignement
La commune est rattachée à l'académie de Grenoble.

### Médias
Deux organes de presse écrite de niveau régional sont distribués dans la commune :
- L'Hebdo de l'Ardèche, journal hebdomadaire français basé à Valence et diffusé à Privas depuis 1999. Il couvre l'actualité pour tout le département de l'Ardèche ;
- Le Dauphiné libéré, journal quotidien de la presse écrite française régionale distribué dans la plupart des départements de l'ancienne région Rhône-Alpes, notamment l'Ardèche. La commune est située dans la zone d'édition du Nord-Ardèche (Annonay - Le Cheylard).

### Cultes
La communauté catholique et l'église de Lachapelle-sous-Chanéac (propriété de la commune) dépendent de la paroisse Notre-Dame des Boutières, elle-même rattachée au diocèse de Viviers.

## Culture et patrimoine

### Lieux monuments et sites

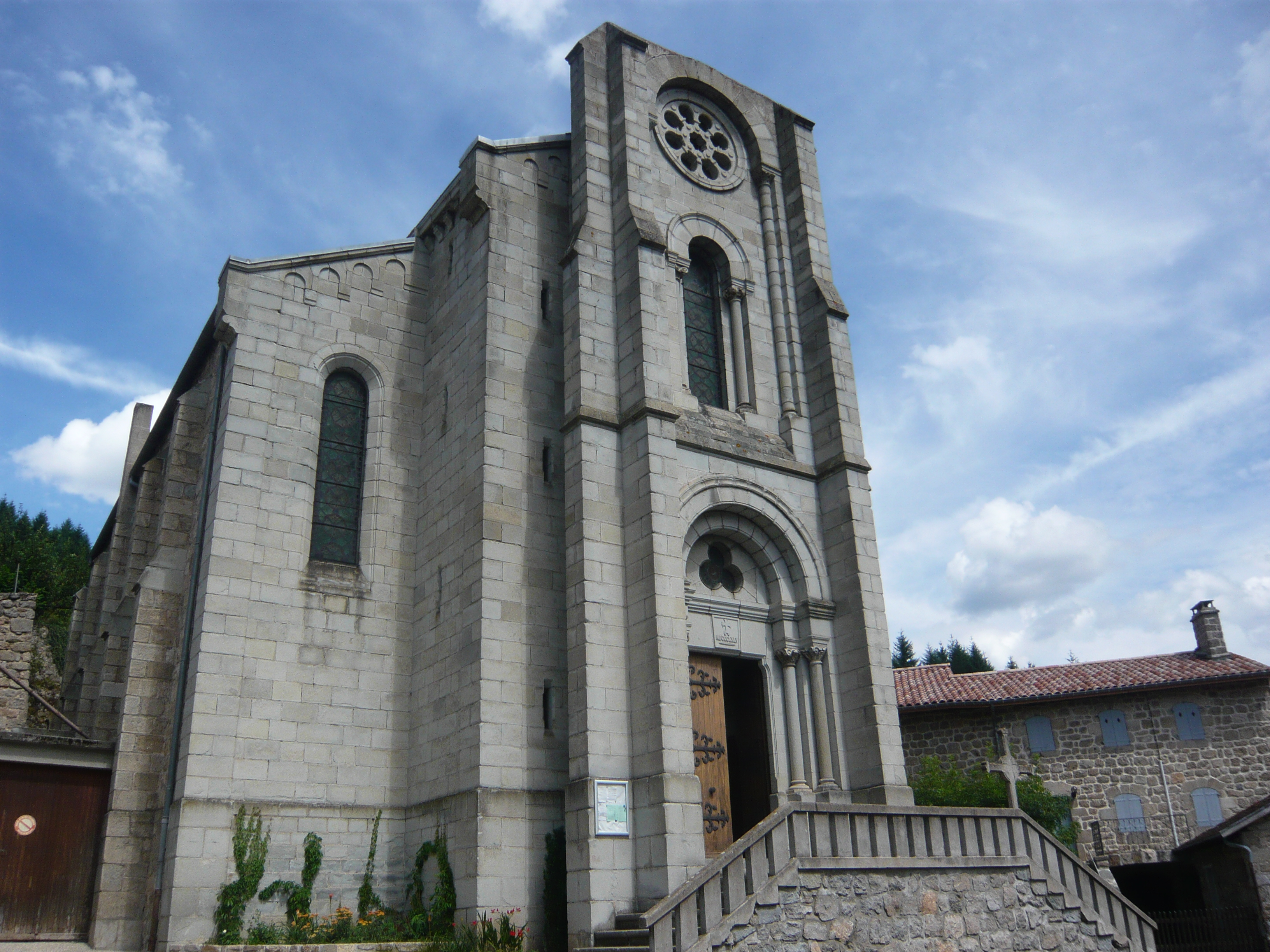
L'église de Lachapelle-sous-Chanéac.

- Le village dispose d'un agréable plan d'eau sur la Saliouse, surveillé en été.
- Le village accueille en juin une des boucles de l'Ardéchoise : La Volcanique, en juillet la Transmézenc. Deux randonnées sont balisées au départ de la commune.
- Église Saint-Apollinaire de Lachapelle-sous-Chanéac.